# Palmaresul și statisticile meciurilor lui Carlos Alcaraz
Aceasta este o listă a principalelor statistici ale carierei jucătorului profesionist spaniol de tenis Carlos Alcaraz. Toate statisticile sunt conform ATP World Tour și site-urile web ITF.

## Rezultate
| C | F | SF | QF | #R | RR | Q# | P# | DNQ | A | Z# | PO | Au | Ag | Br | NMS | P | NH |

| Turneu               | 2020 | 2021  | 2022  | 2023  | 2024  | 2025 | SR                | W–L               | Victorii %        |
| -------------------- | ---- | ----- | ----- | ----- | ----- | ---- | ----------------- | ----------------- | ----------------- |
| Turnee de Grand Slam |      |       |       |       |       |      |                   |                   |                   |
| Australian Open      | A    | 2R    | 3R    | A     | QF    | QF   | 0 / 4             | 11–4              | 73%               |
| French Open          | Q1   | 3R    | QF    | SF    | C     | C    | 2 / 5             | 25–3              | 89%               |
| Wimbledon            | NH   | 2R    | 4R    | C     | C     |      | 2 / 4             | 18–2              | 90%               |
| US Open              | A    | QF    | C     | SF    | 2R    |      | 1 / 4             | 17–3              | 85%               |
| Câștigat–pierdut     | 0–0  | 8–4   | 16–3  | 17–2  | 19–2  | 11–1 | 5 / 17            | 71–12             | 86%               |
| Turneul Campionilor  |      |       |       |       |       |      |                   |                   |                   |
| ATP Finals           | DNQ  | DNQ   | A     | SF    | RR    |      | 0 / 2             | 3–4               | 43%               |
| ATP 1000             |      |       |       |       |       |      |                   |                   |                   |
| Indian Wells Masters | NH   | 2R    | SF    | C     | C     | SF   | 2 / 5             | 20–3              | 87%               |
| Miami Open           | NH   | 1R    | C     | SF    | QF    | 2R   | 1 / 5             | 13–4              | 76%               |
| Monte-Carlo Masters  | NH   | A     | 2R    | A     | A     | C    | 1 / 2             | 5–1               | 83%               |
| Madrid Open          | NH   | 2R    | C     | C     | QF    | A    | 2 / 4             | 15–2              | 88%               |
| Italian Open         | A    | A     | A     | 3R    | A     | C    | 1 / 2             | 7–1               | 88%               |
| Canadian Open        | NH   | A     | 2R    | QF    | A     |      | 0 / 2             | 2–2               | 50%               |
| Cincinnati Masters   | A    | 1R    | QF    | F     | 2R    |      | 0 / 4             | 6–4               | 60%               |
| Shanghai Masters     | NH   | NH    | NH    | 4R    | QF    |      | 0 / 2             | 5–2               | 71%               |
| Paris Masters        | A    | 3R    | QF    | 2R    | 3R    |      | 0 / 4             | 5–4               | 56%               |
| Câștigat–pierdut     | 0–0  | 3–5   | 19–5  | 25–6  | 16–5  | 15–2 | 7 / 30            | 78–23             | 77%               |
| Statistici carieră   |      |       |       |       |       |      |                   |                   |                   |
|                      | 2020 | 2021  | 2022  | 2023  | 2024  | 2025 | Carieră           | Carieră           | Carieră           |
| Turnee               | 1    | 19    | 17    | 17    | 16    | 9    | Total carieră: 79 | Total carieră: 79 | Total carieră: 79 |
| Titluri              | 0    | 1     | 5     | 6     | 4     | 4    | Total carieră: 20 | Total carieră: 20 | Total carieră: 20 |
| Finale               | 0    | 1     | 7     | 8     | 5     | 5    | Total carieră: 26 | Total carieră: 26 | Total carieră: 26 |
| Câștigat–pierdut     | 1–1  | 32–17 | 57–13 | 65–12 | 54–13 | 37–5 | 20 / 79           | 246–61            | 80%               |
| Victorii %           | 50%  | 65%   | 81%   | 84%   | 81%   | 88%  | Career total: 80% | Career total: 80% | Career total: 80% |
| Clasament sf. anului | 141  | 32    | 1     | 2     | 3     |      | 44.732.623 $      | 44.732.623 $      | 44.732.623 $      |

## Finale semnificative

### Finale de Grand Slam

#### Simplu: 5 (5 titluri)
| Rezultat | An   | Turneu          | Suprafață | Adversar         | Scor                                    |
| -------- | ---- | --------------- | --------- | ---------------- | --------------------------------------- |
| Câștigat | 2022 | US Open         | dură      | Casper Ruud      | 6–4, 2–6, 7–6(7–1), 6–3                 |
| Câștigat | 2023 | Wimbledon       | iarbă     | Novak Djokovic   | 1–6, 7–6(8–6), 6–1, 3–6, 6–4            |
| Câștigat | 2024 | French Open     | zgură     | Alexander Zverev | 6–3, 2–6, 5–7, 6–1, 6–2                 |
| Câștigat | 2024 | Wimbledon (2)   | iarbă     | Novak Djokovic   | 6–2, 6–2, 7–6(7–4)                      |
| Câștigat | 2025 | French Open (2) | zgură     | Jannik Sinner    | 4–6, 6–7(4–7), 6–4, 7–6(7–3), 7–6(10–2) |

### Finale ATP 1000

#### Simplu: 8 (7 titluri, 1 finală)
| Rezultat | An   | Turneu                | Suprafață | Adversar           | Scor                    |
| -------- | ---- | --------------------- | --------- | ------------------ | ----------------------- |
| Câștigat | 2022 | Miami Open            | dură      | Casper Ruud        | 7–5, 6–4                |
| Câștigat | 2022 | Madrid Open           | zgură     | Alexander Zverev   | 6–3, 6–1                |
| Câștigat | 2023 | Indian Wells Masters  | dură      | Daniil Medvedev    | 6–3, 6–2                |
| Câștigat | 2023 | Madrid Open (2)       | zgură     | Jan-Lennard Struff | 6–4, 3–6, 6–3           |
| Pierdut  | 2023 | Cincinnati Masters    | dură      | Novak Djokovic     | 7–5, 6–7(7–9), 6–7(4–7) |
| Câștigat | 2024 | Indian Wells Open (2) | dură      | Daniil Medvedev    | 7–6(7–5), 6–1           |
| Câștigat | 2025 | Monte-Carlo Masters   | zgură     | Lorenzo Musetti    | 3–6, 6–1, 6–0           |
| Câștigat | 2025 | Italian Open          | zgură     | Jannik Sinner      | 7–6(7–5), 6–1           |

### Jocuri Olimpice

#### Simplu: 1 (medalie argint)
| Rezultat | An   | Turneu                    | Suprafață | Adversar       | Scor               |
| -------- | ---- | ------------------------- | --------- | -------------- | ------------------ |
| Argint   | 2024 | Jocurile Olimpice (Paris) | zgură     | Novak Djokovic | 6–7(3–7), 6–7(2–7) |

## Finale ATP

### Simplu: 26 (20 titluri, 6 finale)
| Legendă               |
| --------------------- |
| Grand Slam (5–0)      |
| Jocuri Olimpice (0–1) |
| ATP Finals (0–0)      |
| ATP 1000 (5–1)        |
| ATP 500 (6–2)         |
| ATP 250 (2–1)         |

| Finale după suprafață |
| --------------------- |
| Dură (6–1)            |
| Zgură (11–5)          |
| Iarbă (3–0)           |

| Finale după loc |
| --------------- |
| Exterior (19–6) |
| Interior (1–0)  |

| Rezultat | C–P  | Dată            | Turneu                                   | Tip             | Suprafață | Oponent             | Scor                                    |
| -------- | ---- | --------------- | ---------------------------------------- | --------------- | --------- | ------------------- | --------------------------------------- |
| Câștigat | 1–0  | iulie 2021      | Croatia Open, Croatia                    | ATP 250         | zgură     | Richard Gasquet     | 6–2, 6–2                                |
| Câștigat | 2–0  | februarie 2022  | Rio Open, Brazilia                       | ATP 500         | zgură     | Diego Schwartzman   | 6–4, 6–2                                |
| Câștigat | 3–0  | aprilie 2022    | Miami Open, Statele Unite                | ATP 1000        | dură      | Casper Ruud         | 7–5, 6–4                                |
| Câștigat | 4–0  | aprilie 2022    | Barcelona Open, Spania                   | ATP 500         | zgură     | Pablo Carreño Busta | 6–3, 6–2                                |
| Câștigat | 5–0  | mai 2022        | Madrid Open, Spania                      | ATP 1000        | zgură     | Alexander Zverev    | 6–3, 6–1                                |
| Pierdut  | 5–1  | iulie 2022      | Hamburg European Open, Germania          | ATP 500         | zgură     | Lorenzo Musetti     | 4–6, 7–6(8–6), 4–6                      |
| Pierdut  | 5–2  | iulie 2022      | Croatia Open, Croația                    | ATP 250         | zgură     | Jannik Sinner       | 7–6(7–5), 1–6, 1–6                      |
| Câștigat | 6–2  | septembrie 2022 | US Open, Statele Unite                   | Grand Slam      | dură      | Casper Ruud         | 6–4, 2–6, 7–6(7–1), 6–3                 |
| Câștigat | 7–2  | februarie 2023  | Argentina Open, Argentina                | ATP 250         | zgură     | Cameron Norrie      | 6–3, 7–5                                |
| Pierdut  | 7–3  | februarie 2023  | Rio Open, Brazilia                       | ATP 500         | zgură     | Cameron Norrie      | 7–5, 4–6, 5–7                           |
| Câștigat | 8–3  | martie 2023     | Indian Wells Masters, Statele Unite      | ATP 1000        | dură      | Daniil Medvedev     | 6–3, 6–2                                |
| Câștigat | 9–3  | aprilie 2023    | Barcelona Open, Spania                   | ATP 500         | zgură     | Stefanos Tsitsipas  | 6–3, 6–4                                |
| Câștigat | 10–3 | mai 2023        | Madrid Open, Spania (2)                  | ATP 1000        | zgură     | Jan-Lennard Struff  | 6–4, 3–6, 6–3                           |
| Câștigat | 11–3 | iunie 2023      | Queen's Club Championships, Regatul Unit | ATP 500         | iarbă     | Alex de Minaur      | 6–4, 6–4                                |
| Câștigat | 12–3 | iulie 2023      | Wimbledon, Regatul Unit                  | Grand Slam      | iarbă     | Novak Djokovic      | 1–6, 7–6(8–6), 6–1, 3–6, 6–4            |
| Pierdut  | 12–4 | august 2023     | Cincinnati Masters, Statele Unite        | ATP 1000        | dură      | Novak Djokovic      | 7–5, 6–7(7–9), 6–7(4–7)                 |
| Câștigat | 13–4 | martie 2024     | Indian Wells Open, Statele Unite (2)     | ATP 1000        | dură      | Daniil Medvedev     | 7–6(7–5), 6–1                           |
| Câștigat | 14–4 | iunie 2024      | French Open, Franța                      | Grand Slam      | zgură     | Alexander Zverev    | 6–3, 2–6, 5–7, 6–1, 6–2                 |
| Câștigat | 15–4 | iulie 2024      | Wimbledon, UK (2)                        | Grand Slam      | iarbă     | Novak Djokovic      | 6–2, 6–2, 7–6(7–4)                      |
| Pierdut  | 15–5 | august 2024     | Jocuri Olimpice, Franța                  | Jocuri Olimpice | zgură     | Novak Djokovic      | 6–7(3–7), 6–7(2–7)                      |
| Câștigat | 16–5 | octombrie 2024  | China Open, China                        | ATP 500         | dură      | Jannik Sinner       | 6–7(6–8), 6–4, 7–6(7–3)                 |
| Câștigat | 17–5 | februarie 2025  | Rotterdam Open, Țările de Jos            | ATP 500         | dură (i)  | Alex de Minaur      | 6–4, 3–6, 6–2                           |
| Câștigat | 18–5 | aprilie 2025    | Monte-Carlo Masters, Franța              | ATP 1000        | zgură     | Lorenzo Musetti     | 3–6, 6–1, 6–0                           |
| Pierdut  | 18–6 | aprilie 2025    | Barcelona Open, Spania                   | ATP 500         | zgură     | Holger Rune         | 6–7(6–8), 2–6                           |
| Câștigat | 19–6 | mai 2025        | Italian Open, Italia                     | ATP 1000        | zgură     | Jannik Sinner       | 7–6(7–5), 6–1                           |
| Câștigat | 20–6 | iunie 2025      | French Open, Franța (2)                  | Grand Slam      | zgură     | Jannik Sinner       | 4–6, 6–7(4–7), 6–4, 7–6(7–3), 7–6(10–2) |

## Finală ATP Next Generation

### Simplu: 1 (1 titlu)
| Rezultat | Dată     | Turneu                             | Suprafață | Oponent         | Scor               |
| -------- | -------- | ---------------------------------- | --------- | --------------- | ------------------ |
| Câștigat | nov 2021 | Next Generation ATP Finals, Italia | dură      | Sebastian Korda | 4–3(7–5), 4–2, 4–2 |

## Finale ATP Challenger și ITF Futures

### Simplu: 9 (7 titluri, 2 finale)
| Legendă                   |
| ------------------------- |
| ATP Challenger Tour (4–1) |
| ITF Futures Tour (3–1)    |

| Rezultat | C–P | Dată     | Turneu                        | Tip        | Suprafață | Oponent                 | Scor          |
| -------- | --- | -------- | ----------------------------- | ---------- | --------- | ----------------------- | ------------- |
| Câștigat | 1–0 | iul 2019 | ITF Denia, Spania             | Futures    | zgură     | Timofei Skatov          | 6–4, 6–3      |
| Câștigat | 2–0 | ian 2020 | ITF Manacor, Spania           | Futures    | dură      | Evan Furness            | 6–0, 6–2      |
| Câștigat | 3–0 | ian 2020 | ITF Manacor, Spania           | Futures    | dură      | Evan Furness            | 6–3, 6–4      |
| Pierdut  | 3–1 | feb 2020 | ITF Antalya, Turcia           | Futures    | zgură     | Zsombor Piros           | 6–4, 4–6, 3–6 |
| Câștigat | 4–1 | aug 2020 | Trieste Challenger, Italia    | Challenger | zgură     | Riccardo Bonadio        | 6–4, 6–3      |
| Pierdut  | 4–2 | sep 2020 | Cordenons Challenger, Italia  | Challenger | zgură     | Bernabé Zapata Miralles | 2–6, 6–4, 2–6 |
| Câștigat | 5–2 | oct 2020 | Barcelona Challenger, Spania  | Challenger | zgură     | Damir Džumhur           | 4–6, 6–2, 6–1 |
| Câștigat | 6–2 | oct 2020 | Alicante Challenger, Spania   | Challenger | zgură     | Pedro Martínez          | 7–6(8–6), 6–3 |
| Câștigat | 7–2 | mai 2021 | Oeiras Challenger, Portugalia | Challenger | zgură     | Facundo Bagnis          | 6–4, 6–4      |

## Statistici Grand Slam

### Detalii despre cele mai bune rezultate la turnee de Grand Slam
Câștigătorii de Grand Slam sunt cu caractere îngroșate, iar finalistul cu caractere cursive.
| Australian Open                     | Australian Open                     | Australian Open                     | Australian Open                     |
| Australian Open 2022 (cap serie 31) | Australian Open 2022 (cap serie 31) | Australian Open 2022 (cap serie 31) | Australian Open 2022 (cap serie 31) |
| Rundă                               | Adversar                            | Poz                                 | Scor                                |
| ----------------------------------- | ----------------------------------- | ----------------------------------- | ----------------------------------- |
| 1R                                  | Alejandro Tabilo (Q)                | 135                                 | 6–2, 6–2, 6–3                       |
| 2R                                  | Dušan Lajović                       | 39                                  | 6–2, 6–1, 7–5                       |
| 3R                                  | Matteo Berrettini (7)               | 7                                   | 2–6, 6–7(3–7), 6–4, 6–2, 6–7(5–10)  |

| French Open                    | French Open                    | French Open                    | French Open                       |
| French Open 2022 (cap serie 6) | French Open 2022 (cap serie 6) | French Open 2022 (cap serie 6) | French Open 2022 (cap serie 6)    |
| Rundă                          | Adversar                       | Poz                            | Scor                              |
| ------------------------------ | ------------------------------ | ------------------------------ | --------------------------------- |
| 1R                             | Juan Ignacio Londero           | 141                            | 6–4, 6–2, 6–0                     |
| 2R                             | Albert Ramos Viñolas           | 44                             | 6–1, 6–7(7–9), 5–7, 7–6(7–2), 6–4 |
| 3R                             | Sebastian Korda (27)           | 30                             | 6–4, 6–4, 6–2                     |
| 4R                             | Karen Haceanov (21)            | 25                             | 6–1, 6–4, 6–4                     |
| QF                             | Alexander Zverev (3)           | 3                              | 4–6, 4–6, 6–4, 6–7(7–9)           |

| Wimbledon Championships      | Wimbledon Championships      | Wimbledon Championships      | Wimbledon Championships      |
| Wimbledon 2022 (cap serie 5) | Wimbledon 2022 (cap serie 5) | Wimbledon 2022 (cap serie 5) | Wimbledon 2022 (cap serie 5) |
| Rundă                        | Adversar                     | Poz                          | Scor                         |
| ---------------------------- | ---------------------------- | ---------------------------- | ---------------------------- |
| 1R                           | Jan-Lennard Struff           | 155                          | 4–6, 7–5, 4–6, 7–6(7–3), 6–4 |
| 2R                           | Tallon Griekspoor            | 53                           | 6–4, 7–6(7–0), 6–3           |
| 3R                           | Oscar Otte (32)              | 36                           | 6–3, 6–1, 6–2                |
| 4R                           | Jannik Sinner (10)           | 13                           | 1–6, 4–6, 7–6(10–8), 3–6     |

| US Open                    | US Open                    | US Open                    | US Open                           |
| US Open 2022 (cap serie 3) | US Open 2022 (cap serie 3) | US Open 2022 (cap serie 3) | US Open 2022 (cap serie 3)        |
| Rundă                      | Adversar                   | Poz                        | Scor                              |
| -------------------------- | -------------------------- | -------------------------- | --------------------------------- |
| 1R                         | Sebastián Báez             | 37                         | 7–5, 7–5, 2–0 ret.                |
| 2R                         | Federico Coria             | 78                         | 6–2, 6–1, 7–5                     |
| 3R                         | Jenson Brooksby            | 43                         | 6–3, 6–3, 6–3                     |
| 4R                         | Marin Čilić (15)           | 17                         | 6–4, 3–6, 6–4, 4–6, 6–3           |
| QF                         | Jannik Sinner (11)         | 13                         | 6–3, 6–7(7–9), 6–7(0–7), 7–5, 6–3 |
| SF                         | Frances Tiafoe (27)        | 26                         | 6–7(6–8), 6–3, 6–1, 6–7(5–7), 6–3 |
| C                          | Casper Ruud (5)            | 7                          | 6–4, 2–6, 7–6(7–1), 6–3           |

## Rezultate împotriva jucătorilor top-10
Bilanțul lui Alcaraz împotriva jucătorilor care au fost clasați în top 10. Sunt luate în considerare doar meciurile de pe tabloul principal ATP Tour. Jucătorii activi apar cu font îngroșat: 
| Jucător                 | Record | Victorii % | Dură        | Zgură      | Iarbă    | Ultimul meci                                           |
| ----------------------- | ------ | ---------- | ----------- | ---------- | -------- | ------------------------------------------------------ |
| Jucători clasați Nr.1   |        |            |             |            |          |                                                        |
| Novak Djokovic          | 1–0    | 100%       | –           | 1–0        | –        | Câștigat (6–7(5–7), 7–5, 7–6(7–5)) la Madrid Open 2022 |
| Daniil Medvedev         | 1–1    | 50%        | 1–0         | –          | 0–1      | Câștigat (6–3, 6–2) la Indian Wells Masters 2023       |
| Andy Murray             | 1–1    | 50%        | 1–1         | –          | –        | Câștigat (6–3, 6–4) la Viena Open 2021                 |
| Rafael Nadal            | 1–2    | 33%        | 0–1         | 1–1        | –        | Câștigat (6–2, 1–6, 6–3) la Madrid Open 2022           |
| Jucători clasați nr. 2  |        |            |             |            |          |                                                        |
| Casper Ruud             | 3–0    | 100%       | 2–0         | 1–0        | –        | Câștigat (6–4, 2–6, 7–6(7–1), 6–3) la US Open 2022     |
| Alexander Zverev        | 1–3    | 25%        | 0–2         | 1–1        | –        | Pierdut (4–6, 4–6, 6–4, 6–7(7–9)) la French Open 2022  |
| Jucători clasați nr. 3  |        |            |             |            |          |                                                        |
| Stefanos Tsitsipas      | 3–0    | 100%       | 2–0         | 1–0        | –        | Câștigat (6–4, 5–7, 6–2) la Barcelona Open 2022        |
| Grigor Dimitrov         | 1–0    | 100%       | 1–0         | –          | –        | Câștigat (6–1, 6–3) la Paris Masters 2022              |
| Marin Čilić             | 3–1    | 75%        | 3–0         | 0–1        | –        | Câștigat (6–4, 3–6, 6–4, 4–6, 6–3) la US Open 2022     |
| Jucători clasați nr. 6  |        |            |             |            |          |                                                        |
| Gaël Monfils            | 1–0    | 100%       | 1–0         | –          | –        | Câștigat (7–5, 6–1) la Indian Wells Masters 2023       |
| Matteo Berrettini       | 2–1    | 67%        | 1–1         | 1–0        | –        | Câștigat (6–2, 2–6, 6–2) la Rio Open 2022              |
| Félix Auger-Aliassime   | 1–3    | 25%        | 1–3         | –          | –        | Câștigat (6–4, 6–4) la Indian Wells Masters 2023       |
| Jucători clasați nr. 7  |        |            |             |            |          |                                                        |
| Richard Gasquet         | 1–0    | 100%       | –           | 1–0        | –        | Câștigat (6–2, 6–2) la Croatia Open 2021               |
| David Goffin            | 1–1    | 50%        | 1–1         | –          | –        | Pierdut (5–7, 3–6) la Astana Open 2022                 |
| Jucători clasați nr. 8  |        |            |             |            |          |                                                        |
| Karen Haceanov          | 2–0    | 100%       | –           | 2–0        | –        | Câștigat (6–0, 6–2) la Hamburg European Open 2022      |
| Diego Schwartzman       | 1–0    | 100%       | –           | 1–0        | –        | Câștigat (6–4, 6–2) la Rio Open 2022                   |
| Cameron Norrie          | 4–2    | 67%        | 2–1         | 2–1        | –        | Pierdut (7–5, 4–6, 5–7) la Rio Open 2023               |
| Holger Rune             | 1–1    | 50%        | 1–1         | –          | –        | Pierdut 3–6, 6–6(1–3) ret. la Paris Masters 2022       |
| Jucători clasați nr. 9  |        |            |             |            |          |                                                        |
| Fabio Fognini           | 2–0    | 100%       | –           | 2–0        | –        | Câștigat 6–7(5–7), 6–2, 6–4) la Rio Open 2023          |
| Roberto Bautista Agut   | 1–0    | 100%       | 1–0         | –          | –        | Câștigat (6–2, 6–0) la Indian Wells Masters 2022       |
| Hubert Hurkacz          | 1–0    | 100%       | 1–0         | –          | –        | Câștigat (7–6(7–5), 7–6(7–2)) la Miami Open 2022       |
| Jannik Sinner           | 3–2    | 60%        | 3–0         | 0–1        | 0–1      | Câștigat (7–6(7–4), 6–3) la Indian Wells 2023          |
| Jucători clasați nr. 10 |        |            |             |            |          |                                                        |
| Pablo Carreño Busta     | 2–0    | 100%       | 1–0         | 1–0        | –        | Câștigat (6–3, 6–4) la Basel Open 2022                 |
| Lucas Pouille           | 1–0    | 100%       | –           | 1–0        | –        | Câștigat (3–6, 6–2, 6–2) la Croatia Open 2021          |
| Total                   | 39–18  | 68.42%     | 23–11 (68%) | 16–5 (76%) | 0–2 (0%) | * Statistici corecte la data de 20 martie 2023 .       |

## Câștiguri în ATP Tour
| An      | Titluri Grand Slam | Titluri ATP | Total titluri | Câștiguri ($) | Poz. clasament după câștiguri |
| 2018    | 0                  | 0           | 0             | $492          |                               |
| 2019    | 0                  | 0           | 0             | 12.212        | 757                           |
| 2020    | 0                  | 0           | 0             | 81.932        |                               |
| 2021    | 0                  | 1           | 1             | 1.632.678     |                               |
| 2022    | 1                  | 4           | 5             | $10,102,330   | 1                             |
| 2023    | 1                  | 5           | 6             | $15,196,504   | 2                             |
| 2024    | 0                  | 1           | 1             | $1,736,000    | 5                             |
| Carieră | 2                  | 11          | 13            | $28,762,147   | 15                            |

* Statistici corecte la data de 15 aprilie 2024 .